# Krynica Morska
Krynica Morska [krɨˈɲiʦa ˈmɔrska] (deutsch Kahlberg; 1945–1947 Łysa Góra, 1947–1958 Łysica) ist eine Stadt mit etwa 1300 Einwohnern auf der Frischen Nehrung und ein Seebad in der Woiwodschaft Pommern in Polen. 

## Geographie

### Lage
Die Ortschaft liegt auf der Frischen Nehrung am Frischen Haff, etwa 27 Kilometer nordnordöstlich von Elbing. 

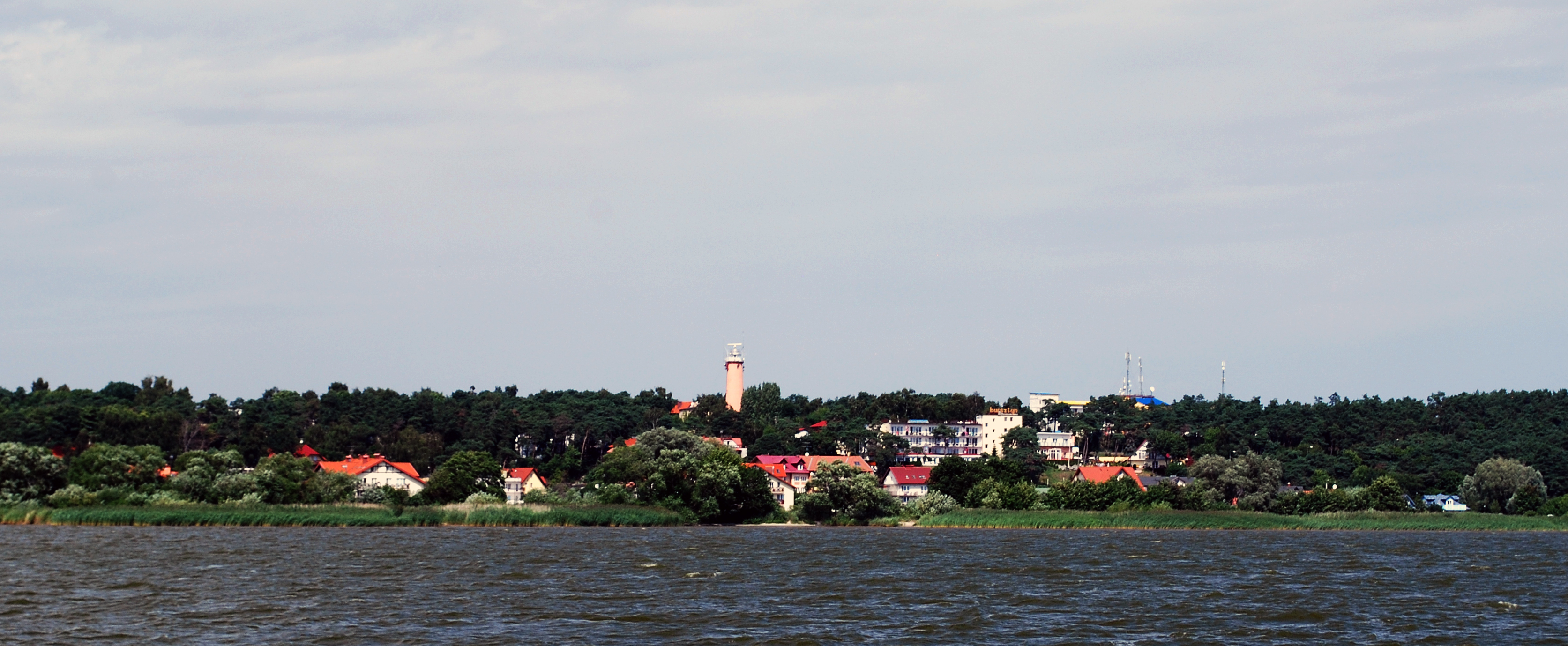
Lage am Frischen Haff

Unmittelbar nördlich des Ortsteils Piaski (Neukrug) befindet sich die Grenze zur russischen Oblast Kaliningrad.

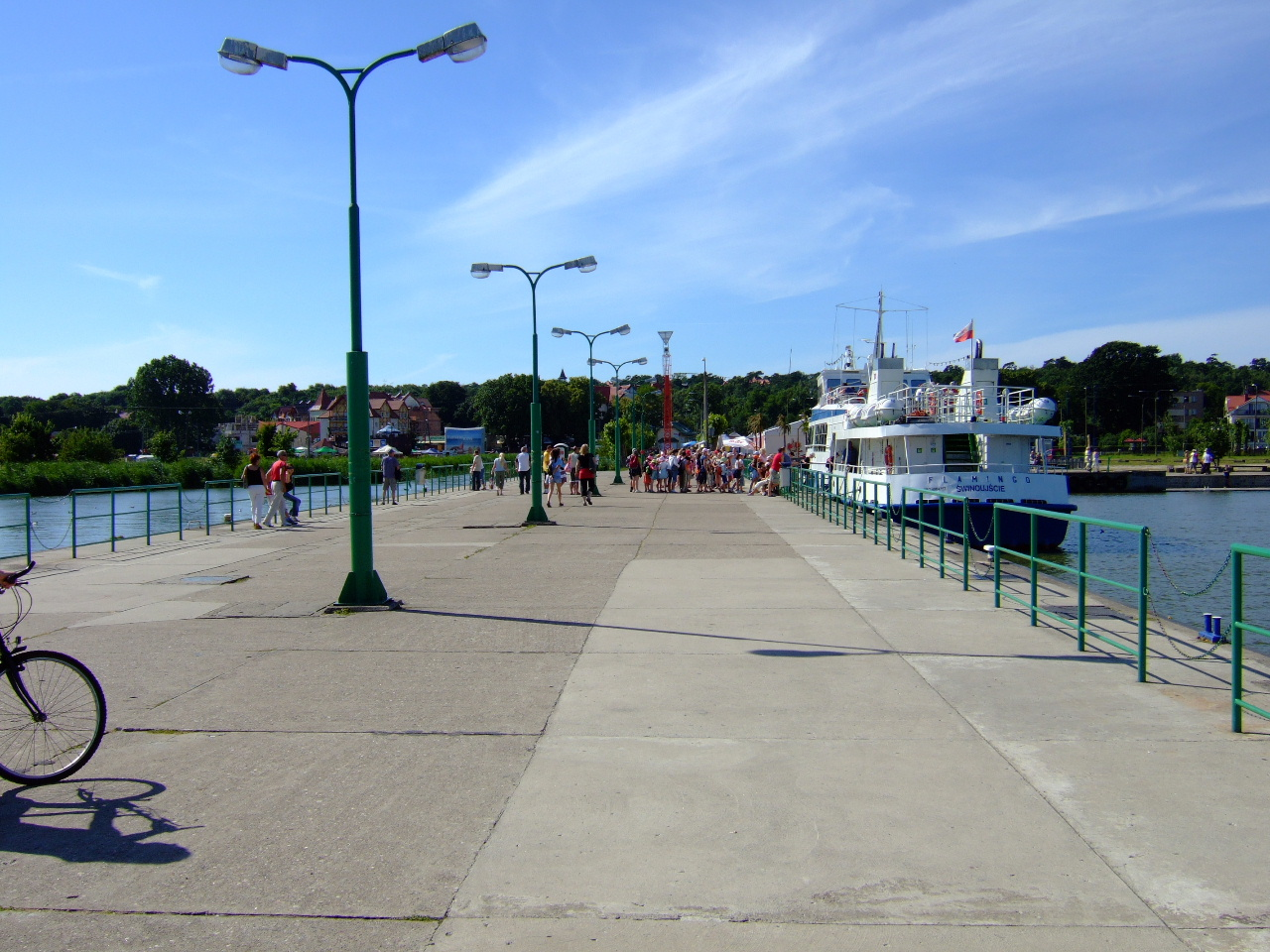
Hafenanlage

### Stadtgliederung
Zur Stadt Krynica Morska gehören seit 1991 folgende Stadtteile:
- Krynica Morska (Kahlberg)
- Krynica Morska-Lipa (Kahlberg-Liep)
- Młyniska, auch Siekierki (Schellmühl)
- Nowa Karczma, auch Piaski (Neukrug)
- Przebrno (Pröbbernau)
- Przebrno-Borowo, auch Sosnowo (Schottland)

Ebenfalls zum Stadtgebiet gehört die Wüstung Alt-Neukrug, der Ort wurde 1825 vom Dünensand vernichtet. Er lag zwischen Neukrug und Narmeln und war der gemeinsame Schulort für beide Orte.

## Geschichte
Die Ortschaft entstand aus einer Gaststätte entlang einer Handelsroute von Danzig nach Königsberg. Vermutlich wurde der Ort von kaschubischen Siedlern gegründet, erstmals erwähnt wurde Kahlberg im Jahr 1424. Ab 1457 wurde Kahlberg von der Stadt Danzig verwaltet.
Im Jahr 1841 wurde eine regelmäßige Fährverbindung nach Elbing eingerichtet und der Ort begann zu wachsen. 1895 wurde ein Leuchtturm nach einem Entwurf von Walter Körte, dem Begründer der deutschen Seezeichenwissenschaft, errichtet. Er wurde im Zweiten Weltkrieg zerstört und wurde 1951 wieder aufgebaut. Zusätzlich baute man eine große Pier im Hafen von Kahlberg.
Das Dorf Pröbbernau gehörte nach dem Friedensvertrag von Versailles vom Juni 1919 zunächst zur Freien Stadt Danzig. Am 24. Dezember 1920 wurde der Ort wieder dem Deutschen Reich übergeben. Nach der Grenzziehung von 1919 mussten Pröbbernauer Landwirte jeden Morgen und Abend die Staatsgrenze passieren und Ausweispapiere vorzeigen – nun waren sie nicht mehr von ihren Äckern getrennt.
Am Ende des Zweiten Weltkrieges wurde der Ort von der Roten Armee besetzt und anschließend von der Sowjetunion der Volksrepublik Polen  zur Verwaltung überlassen. Die einheimischen Bewohner wurden von der polnischen Administration vertrieben, und Kahlberg erhielt die polnische Namensform Łysa Góra, die 1947 in Łysica abgeändert wurde. Beide Namen sind Übersetzungen des deutschen Namens. 1958 erfolgte dann die Änderung zu Krynica Morska, wie der Ort bis heute heißt. Diese Bezeichnung ist neu gebildet und hat keine Bezüge zum historischen Namen.
Bis 1991 war die Ortschaft Teil der Gmina Sztutowo (Stutthof). Auf Beschluss des polnischen Ministerrates wurde der Ort aus der Gemeinde ausgegliedert und zugleich zur Stadt erhoben. Seit der Auflösung der Woiwodschaft Elbląg im Jahr 1998 gehört Krynica Morska zur Woiwodschaft Pommern.

## Demographie
| Jahr | Einwohner | Anmerkungen |
| ---- | --------- | --- |
| 1818 | 129       | Kahlberg und Lieb, erbemphyteutisches Fischerdorf; davon 127 Lutheraner und zwei Katholiken, 18 Feuerstellen (Haushaltungen)          |
| 1852 | 315       | Kahlberg und Lieb, Dorf |
| 1864 | 302       | am 3. Dezember, Kahlberg und Liep, Gemeindebezirk                                                                                     |
| 1867 | 308       | am 3. Dezember |
| 1871 | 332       | am 1. Dezember, davon 322 Evangelische und zehn Katholiken                                                                            |
| 1910 | 485       | am 1. Dezember, Landgemeinde, davon 466 Evangelische, 13 Katholiken und sechs sonstige Christen, sämtlich mit deutscher Muttersprache |
| 1933 | 802       | [ 12 ] |
| 1939 | 739       | [ 12 ] |

## Verkehr
Die Stadt liegt an der Woiwodschaftsstraße 501 (droga wojewódzka 501) von Danzig nach Piaski. Es gibt im Hafen an der von 1905 verlängerten Mole, von Krynica Morska Fährverbindungen über das Frische Haff nach Frombork (Frauenburg) und Elbląg (Elbing). Gegen Ende des Zweiten Weltkriegs wurde eine Schmalspurbahn von Stutthof aus über die Frische Nehrung nach Alt Tief errichtet, die zum Kriegsende durch die Rote Armee weitestgehend zerstört wurde. Die Strecke wurde zunächst wiederaufgebaut und bis 1953 von der polnischen Marine genutzt. Danach wurde die Strecke stillgelegt, nachdem eine Straße errichtet worden war.

## Persönlichkeiten
- Heinrich Mohnen (1855–1943), Architekt des Seebades und Aufsichtsrat der Aktiengesellschaft Seebad-Kahlberg
- Alfred Wellm (1927–2001), Schriftsteller, geboren im Ortsteil Neukrug, heute Piaski